# Vega (Street Fighter)

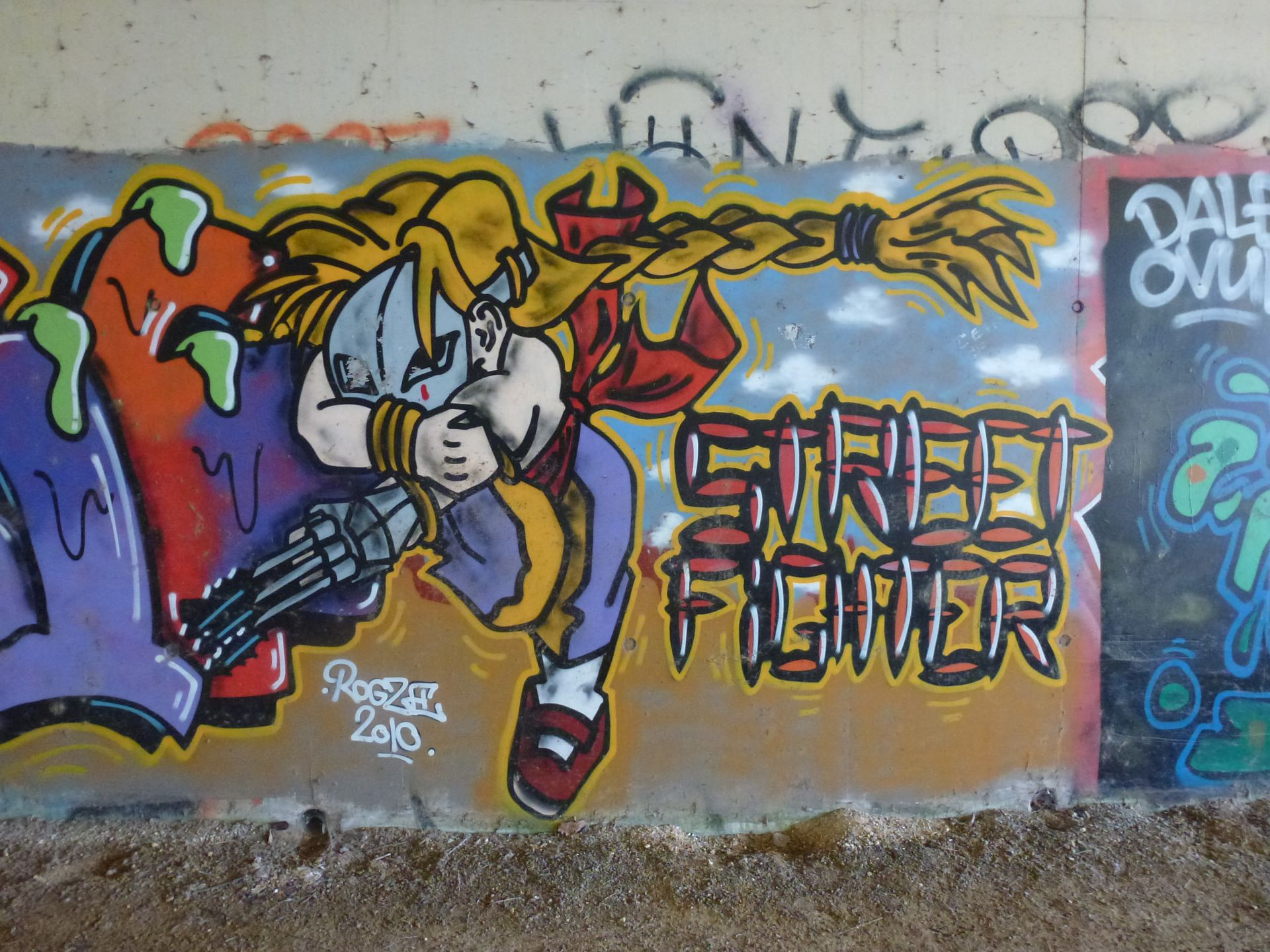
Grafiti de Vega en Presles-en-Brie.

Vega, conocido como Balrog (バルログ Barurogu?) en Japón, es un personaje ficticio de la serie de juegos de lucha Street Fighter de Capcom. Vega es un luchador español con máscara y garra que usa un estilo de lucha personal que combina el ninjutsu japonés y savate. Por su vestimenta de estilo torero le ha valido el apodo de "Ninja español".

## Historia ficticia
Vega creció en una familia noble española. Su posición social, así como la economía de su familia, le llevaron a los ruedos, aprendiendo a torear. También se convirtió en un excelente luchador de artes marciales, en especial al realizar una mezcla de savate, zipota, y del ninjutsu japonés. Además se convirtió en un experto en la lucha en jaula (sus escenarios en Street Fighter II y Street Fighter Alpha 3, son jaulas, ambientadas con elementos típicos de España). 
Entrando en la adolescencia Vega tuvo que enfrentar la muerte de su padre. Él y su madre se quedaron con serios problemas económicos por lo que esta aceptó casarse con un feo pero acaudalado comerciante. Pasados algunos años, el padrastro de Vega descubre que su esposa le estaba siendo infiel, por lo que en un arrebato de celos la mata. Vega, al presenciar este hecho, reacciona descuartizando a su padrastro y desde entonces tiene un especial desprecio por la gente fea, a la que no duda en matar por diversión, presentando un alto grado de narcisismo. Dichos traumas le hacen tomar el papel de su propia madre cuando se vuelve afeminado en sus ademanes cada vez que mata, pese a ser abiertamente heterosexual, incluso en Street Fighter Alpha 3 pareciera dar la impresión de que le gusta Cammy, aunque en el manga, películas y series está enamorado de Chun-Li.[cita requerida]
M. Bison lo reclutó para Shadaloo, organización dedicada a actividades delictivas confiando en su habilidad asesina y carácter psicótico. Aun siendo uno de los seguidores más fieles de esta organización, cuando se le ordenó matar a Cammy, porque ésta empezó a desobedecer su "programación" como "muñeca de Bison", Vega se negó a matarla, ya que no podía asesinar a alguien de semejante belleza. En el segundo torneo, participó porque Bison se lo ordenó, pero sobre todo porque así podría ver de nuevo a Cammy. A pesar de ello, Vega nunca se llegó a rebelar contra Shadaloo, tras la desaparición y supuesta muerte de Bison, Vega se retiró a su antigua vida en la nobleza, donde pudo seguir haciendo lo que más le gusta, combatir. 
Más tarde, vuelve a aparecer en Street Fighter IV, con la reaparición de Bison, Vega se les vuelve a unir y participa en el asalto a los laboratorios de SIN donde consigue robar unos datos muy valiosos que según sus palabras permitan que Shadaloo exista por siempre y que su belleza también viva por siempre. Antes de huir activa un sistema que expulsa un gas altamente tóxico por todo el complejo y que estuvo a punto de matar a Chun-Li. En Super Street Fighter 4 en el prólogo de Vega se ve que sale volando en helicóptero pero antes de irse se da cuenta de que Chun-Li también tenía la información que él había conseguido.

## Estilo de combate
Sus puntos fuertes son su gran velocidad, agilidad y buenos combos. Posee una fuerza media y es un personaje puramente cuerpo a cuerpo, pero es de los pocos con muy buen control y mucha ventaja en el aire, demostrando que un buen control sobre este personaje puede dar muchísimo juego. Sus movimientos, como sus saltos parecieran también basarse en la manera de moverse de los grillos o saltamontes. Entre sus puntos fuertes destacan:
- Puede rebotar en la pared
- Su patada baja la realiza con segada
- Tiene movimiento esquivatorio no ofensivo
- Puede hacer llaves en el aire
- Es el personaje más rápido en Street Fighter II y Street Fighter Alpha 3. En Street Fighter IV es un poco más lento que El Fuerte.
- En la quinta entrega de la saga, Street Fighter V, tiene dos estilos de combate diferentes, con o sin garra, y dispone de distintos combos dependiendo de la opción elegida.

Cabe destacar que después de recibir catorce golpes, puede perder su garra; lo que le quita un poco de fuerza, pero ésta puede ser recuperada en la mayoría de las versiones del juego. También puede perder su máscara, lo que le resta algo de vida, pero en esos momentos sus ataques se vuelven más poderosos.

## Street Fighter: La Última Batalla(1994)
En Street Fighter: La Última Batalla, Vega es un mercenario de Victor Sagat. En la película no refleja la verdadera apariencia del personaje ya que a diferencia de ser narcisista, afeminado, rubio, de ojos verdes y de piel blanca bronceada, es todo lo contrario: callado, soso, muy masculino y moreno. Además es de origen español, cosa que en la película no se refleja, pues es interpretado por el actor amerindio estadounidense Jay Tavare.

## Street Fighter: La Leyenda de Chun-Li(2009)
En Street Fighter: La Leyenda de Chun-Li, Vega tiene más trascendencia de la que se le da en la película. Además, no lleva su uniforme de combate ni se da a conocer la razón por la que lleva máscara (aunque según Chun-Li, esto es porque era demasiado feo, cosa que es completamente al revés en el videojuego). En el videojuego la lleva porque se le representa como un hombre narcisista, afeminado, rubio de ojos verdes y de piel caucásica. Esconde su rostro porque no quiere que nadie lo lastime. Tampoco tiene el pelo negro como se ve en esta película.
Vega es interpretado por Taboo (miembro de los Black Eyed Peas) de ascendencia mexicana y nativo estadounidense.